# Большие гидрографические катера проекта 19920
Большие гидрографические катера проекта 19920(Б) «Баклан» — серия российских катеров разработанных в городе Нижний Новгород на ОАО "Конструкторское бюро «Вымпел» (главный конструктор Бахров М. В.) для замены и расширения возможностей устаревших БГК Гидрографической службы в рядах военно-морского флота РФ.
Катера этого проекта служат для обеспечения боевой и повседневной деятельности кораблей, частей береговых войск, военно-морских баз и полигонов. Могут нести флаг гидрографической службы Военно-Морского Флота РФ или флаг поисково-спасательных судов Военно-Морского Флота РФ.

## Задачи
Предназначены для выполнения гидрографических и лоцмейстерских работ в прибрежных районах, таких как:
- Разведка водного маршрута
- Гидрографические промеры
- Съёмка рельефа дна
- Лоцмейстерские проводки
- Постановка, съём и обслуживание плавучих средств навигационного оборудования
- Лидирование подводных лодок в пунктах базирования.

Также катера могут доставить научные группы и спецоборудование до 15 тонн на необорудованное побережье.

## Конструкция
Большой гидрографический катер проекта 19920(Б) «Баклан» — однопалубный катер с непрерывной главной палубой, удлиненным баком, развитым полубаком, прямым форштевнем и транцевой кормой. Борта катера оборудованы элементами жесткости корпуса — привальными брусьями (рифтами). Они установлены вдоль палубы и в местах работы с буями и их якорями для уменьшения вероятности пробоя корпуса. Для погрузочно-разгрузочных работ имеется крановая установка «Dreggen» c Y-образной стрелой производства ЗАО «Обуховское». Кран имеет максимальную грузоподъемность 3,5 тонны и рассчитан на два гака.
| Параметр      | Проект 19920 | Проект 19920Б |
| ------------- | ------------ | ------------- |
| Водоизмещение | 320 т        | 338 т         |
| Длина         | 36,41 м      | 36,54 м       |
| Ширина        | 7,6 м        | 7,9 м         |
| Высота борта  | 3,6 м        | 3,6 м         |
| Осадка        | 2,0 м        | 2,1 м         |

ГЭУ катера состоит из двух дизельных-редукторных агрегата на основе V- 6-цилиндровых турбодизелей «Deutz» BF6M 1015МС мощностью 2 × 248 кВт (2 × 337 л. с.). Для пуска ГЭУ используются два воздушных компрессора находящихся в МО и пневмостартер итальянской фирмы «Gali». Электроэнергию обеспечивают два ДГ ДГА-80-ВА2-МПС созданных на базе рядного 4-х цилиндрового дизеля «Deutz» BF4M 1013MC и генератора «Stamford» UCM274E мощностью 2 × 75 кВт (102 л. с.) 400В / 50Гц. Сепараторы — «Alfa Laval» MIB-303. Электрооборудование (вторичные распределительные щиты, главный распределительный щит, комплексная система управления техническими средствами, зарядно-разрядный щит) производится на ФГУП «Крыловский государственный научный центр». Движителями являются два винта регулируемого шага производства «Finnøy Gear & Propeller AS» в поворотных насадках с валом, редуктором G23F и системой ДАУ и одно носовое подруливающее устройство. Система управления, ВДГ, АПС и защиты пропульсивной установки от ООО «Морские Пропульсивные Системы». Среднесуточный расход дизельного топлива составляет 2770 кг, смазочного масла 8,3 кг. Скорость полного хода до 11,5 узлов. Дальность плавания на 11 узлах достигает 1000 морских миль. Мореходность до 5 баллов. Экипаж составляют 11 человек (+ 4 человека научная или специальная группа), командование военное, а экипаж гражданский. Запас питьевой воды на борту — 1,125 тонны. Катер может принять до 15 тонн различного груза. Для проведения различных работ катера оборудуются малыми плашкоутами.

### Гидрографическое оборудование
- многолучевой эхолот с комплексом сбора и обработки информации;
- промерный эхолот;
- профилограф гидрографический;
- система измерения параметров качки;
- измеритель скорости звука в воде;
- автономный возвращаемый гидрологический зонд;
- автоматизированный мареограф.

### Оборудование связи и навигации
- УКВ радиоустановка;
- ПВ/КВ радиоустановка;
- носимая УКВ радиотелефонная станция;
- станция «INMARSAT-C»;
- спутниковый АРБ с радиолокационным ответчиком;
- приемник службы «NAVTEX»;
- электронная картографическая навигационная интегрированная система;
- навигационная РЛС;
- спутниковая система глобальной навигации (НАВСТАР/ГЛОНАС);
- магнитный компас;
- лаг;
- эхолот.

## История строительства
Катера гидрографической службы «Баклан» строятся на двух верфях — судостроительном заводе «Вымпел» в городе Рыбинск под проектным номером 19920 и на судостроительном заводе им. Октябрьской революции в городе Благовещенск под проектным номером 19920Б. Также была разработана экспортная модификация — 19920Э.
Первый катер БГК-2090 (зав. № 01841) заложен 27 июня 2004 года, спущен на воду 15 мая 2008 года в высокой степени готовности. 27 декабря 2008 года был подписан приёмный акт и капитан катера — Григорий Николаевич Васильев повёл катер с завода к месту постоянного базирования в город Астрахань, на базу гидрографических судов Каспийской военной флотилии. БГК-2090 активно «обкатывался» еще на протяжении трёх лет после ввода в эксплуатацию, на основе чего в КБ вносились корректировки в проект.
Катера построенные на судостроительном заводе им. Октябрьской революции достраивались во Владивостокском филиале Хабаровского судостроительного завода в городе Владивостоке.
В 2017 году Минобороны РФ заключило контракт с АО «Окская судоверфь» на строительство большого гидрографического катера проект 19920, сдача заказа заказчику запланирована до 25 октября 2020 года в Мурманске.

## Представители проекта

### Катера постройки ССЗ «Вымпел»
| № | Название                     | Проект | Зав.№ | Дата закладки | Спуск на воду | Ввод в строй | Флот | Состояние |
| - | ---------------------------- | ------ | ----- | ------------- | ------------- | ------------ | ---- | --------- |
| 1 | БГК-2090 «Василий Писаченко» | 19920  | 01841 | 27.06.2004    | 15.05.2008    | 27.12.2008   | КФл  | В строю   |
| 2 | БГК-2148 «Николай Тимошенко» | 19920  | 01842 | 2011          | 31.08.2012    | 25.11.2012   | СФ   | В строю   |
| 3 | БГК-2149 «Евгений Гницевич»  | 19920  | 01843 | 09.10.2013    | 26.06.2015    | 17.12.2015   | БФ   | В строю   |
| 4 | БГК-2150 «Юрий Белов»        | 19920  | 01844 | 14.05.2014    | 05.07.2016    | 24.12.2016   | ЧФ   | В строю   |
| 5 | БГК-2154 «Всеволод Воробьёв» | 19920  | 01845 | 26.06.2015    | 02.09.2016    | 21.12.2016   | СФ   | В строю   |
| 6 |                              |        | 01846 | 2016          |               |              |      | Строится  |
| 7 |                              |        | 01847 | 2016          |               |              |      | Строится  |

### Катера постройки ССЗ им. Октябрьской революции
| №  | Название                   | Проект | Зав.№ | Дата закладки | Спуск на воду | Ввод в строй | Флот | Состояние |
| -- | -------------------------- | ------ | ----- | ------------- | ------------- | ------------ | ---- | --------- |
| 8  | БГК-797 «Юрий Трофимов»    | 19920Б | 701   | 17.10.2006    | 17.07.2008    | 17.06.2009   | ТОФ  | В строю   |
| 9  | БГК-2151 «Леонид Насырь»   | 19920Б | 702   | 03.2012       | 2013          | 14.12.2013   | ТОФ  | В строю   |
| 10 | БГК-2152 «Игорь Анучин»    | 19920Б | 703   | 11.2013       | 03.06.2014    | 14.06.2015   | ТОФ  | В строю   |
| 11 | БГК-2153 «Алексей Анашкин» | 19920Б | 704   | 11.2013       | 2015          | 12.2015      | ТОФ  | В строю   |
| 12 | «Александр Анищенко»       | 19920Б | 705   | 28.02.2019    | 27.08.2020    | 19.04.2021   | ТОФ  | В строю   |

### Катера постройки АО «Окская судоверфь»
| №  | Название            | Проект | Зав.№ | Дата закладки | Спуск на воду | Ввод в строй | Флот | Состояние |
| -- | ------------------- | ------ | ----- | ------------- | ------------- | ------------ | ---- | --------- |
| 13 | «Александр Макорта» | 19920  |       | 31.05.2018    | 16.06.2020    | 21.11.2020   | СФ   | В строю   |
| 14 | «Анатолий Князев»   | 19920  |       | 30.06.2021    | 14.04.2022    | 22.11.2022   | БФ   | В строю   |